# Józef II (brat Heroda Wielkiego)
Józef II (ur. ok. 70 p.n.e., zm. 38 p.n.e.) – brat Heroda Wielkiego.
Syn Antypatra, brat Fazaela I, Heroda Wielkiego i Ferorasa. Dowódca wojsk w Idumei w czasie najazdu Partów w 41/40 p.n.e. Pozostał na czele tamtejszych wojsk, gdy w 39 p.n.e. dwór Heroda przeniesiono z Masady do Samarii.
W 38 p.n.e. zjawił się pod Jerozolimą, jednak nie wolno było mu atakować miasta. Pod wpływem rzymskiego dowódcy Macherasa wyruszył pod Jerycho przeciwko wojskom hasmonejskim. Tam został pokonany przez Antygona, króla Judei. Józef II poległ w walce; zabił go strateg Pappus. Zwycięski Antygon kazał nieboszczykowi obciąć głowę, a następnie sprzedał ją jego bratu Ferorasowi za 50 talentów.
Józef II miał syna Józefa III i przypuszczalnie córkę, którą później poślubił Herod Wielki.